# Nostra Signora del Santissimo Sacramento e dei Santi Martiri Canadesi
Nostra Signora del Santissimo Sacramento e dei Santi Martiri canadesi ist eine Pfarr- und Titelkirche im römischen Quartier Nomentano an der Via Giovanni Battista de Rossi. Die Kirche ist Unserer Lieben Frau vom Allerheiligsten Sakrament und den kanadischen Märtyrern (René Goupil (1642), Isaac Jogues (1646), Jean de Lalande (1646), Antoine Daniel (1648), Jean de Brébeuf (1649), Noël Chabanel (1649), Charles Garnier (1649) und Gabriel Lalemant (1649)) gewidmet.

## Geschichte
1948 entschieden sich die Eucharistiner dafür, in Rom eine neue Generalkurie zu bauen. Das Vikariat von Rom machte für die Zustimmung zum Bau zur Auflage, dass eine öffentlich zugängliche Kirche errichtet wird, um die Seelsorge vor Ort sicherzustellen.
Erste Entwürfe wurden abgelehnt, da sie nicht zur Umgebung und den pastoralen Bedürfnissen passten. Im März 1950 legte Bruno Maria Apollony Ghetti einen Entwurf vor, der vom Rat für Altertum und Kunst genehmigt wurde. 1955 wurde der Bau beendet und am 14. Juni 1955 auf den Titel Unserer Lieben Frau vom Allerheiligsten Sakrament geweiht. Am 19. Oktober 1955 wurde die Pfarrei durch ein Dekret von Kardinalvikar Clemente Micara gegründet und der Kongregation vom Allerheiligsten Sakrament anvertraut.
Aufgrund der Nähe zur kanadischen Botschaft kam die Idee auf, die Kirche zur kanadischen Nationalkirche zu machen. Am 1. November 1962 fand eine Wiederweihe durch Paul-Émile Léger statt, hierbei wurde die Kirche auch dem Schutz der Kanadischen Märtyrer aus dem 17. Jahrhundert übergeben. 2007 wechselte die Botschaft ihren Standort, was zu einem Rückgang der Besucher aus Kanada führte.
Am 22. Februar 1965 wurde der kanadische Primas Maurice Roy anlässlich des Zweiten Vatikanischen Konzils zum Kardinalpriester pro hac vice, also nur für diesen Fall, ernannt. Am 5. Februar 1968 wurde die Kirche zur Titelkirche erhoben und Maurice Roy wurde regulärer Kardinalpriester. Auch seine beiden Nachfolger waren beide Kanadier, Papst Franziskus hat jedoch 2016 mit der Ernennung des jetzigen Kardinals Patrick D’Rozario aus Bangladesch diese Tradition beendet bzw. unterbrochen.

## Beschreibung
Vom Eingangsraum führt eine Treppe in die Krypta mit dem Baptisterium. Die Kirche hat einen reichen Altar mit einer Monstranz von Francesco Nagni, einen Baldachin mit Reliefs und einer Kreuzigungsgruppe von Angelo Bianchini. Die Kirche hat zahlreiche geschmückte und beleuchtete Fenster von Marcello Avenali und Giovanni Hajnal mit Darstellungen biblischer und religiösen Szenen rund um die Eucharistie. Künstlerischen Wert haben auch die Beichtstühle mit ihren Türen aus polychromen Kristallgläsern mit Darstellung biblischer Szenen im Bezug auf das Sakrament der Beichte.

## Bildergalerie

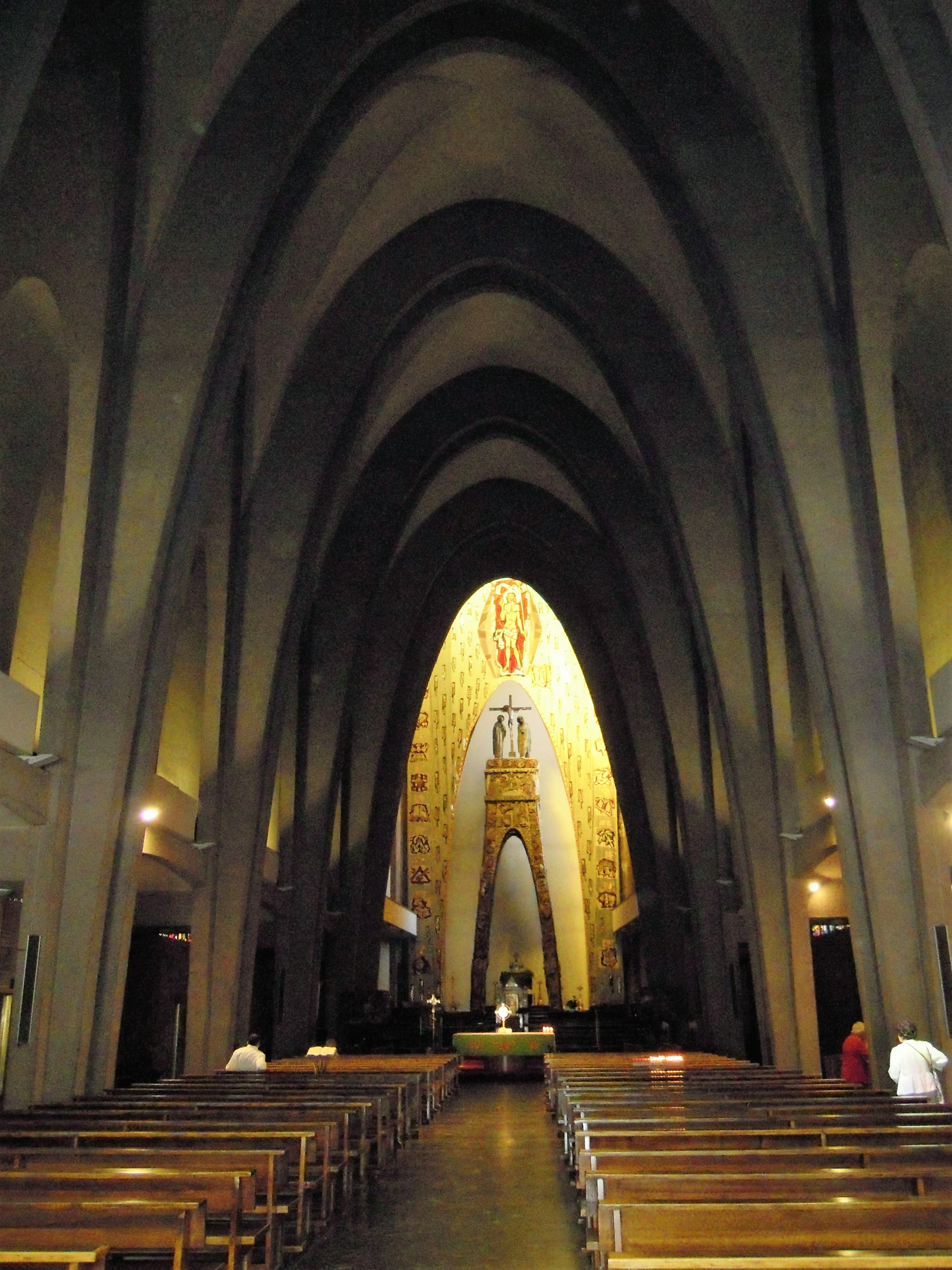
Innenraum
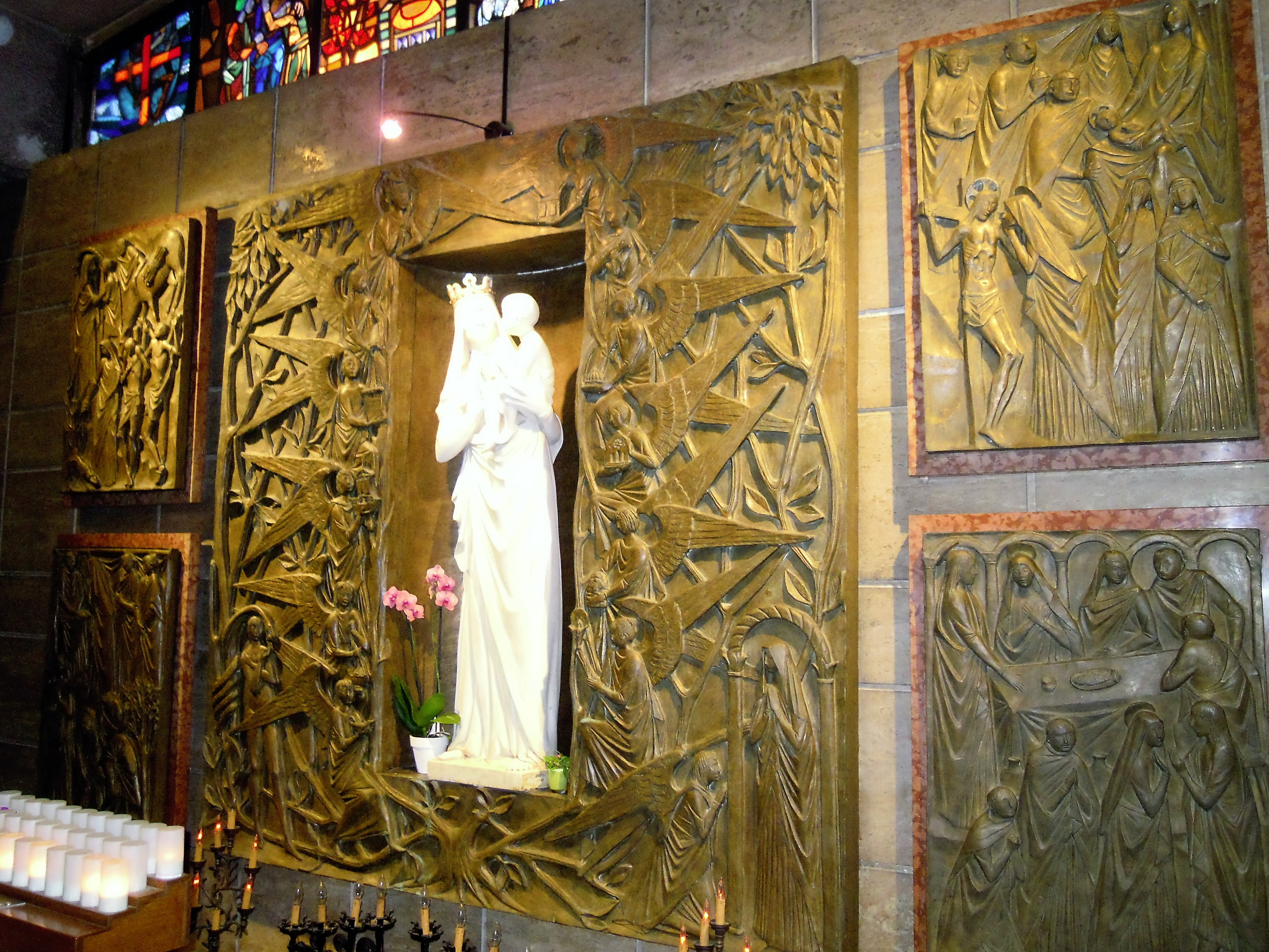
Marienstatue
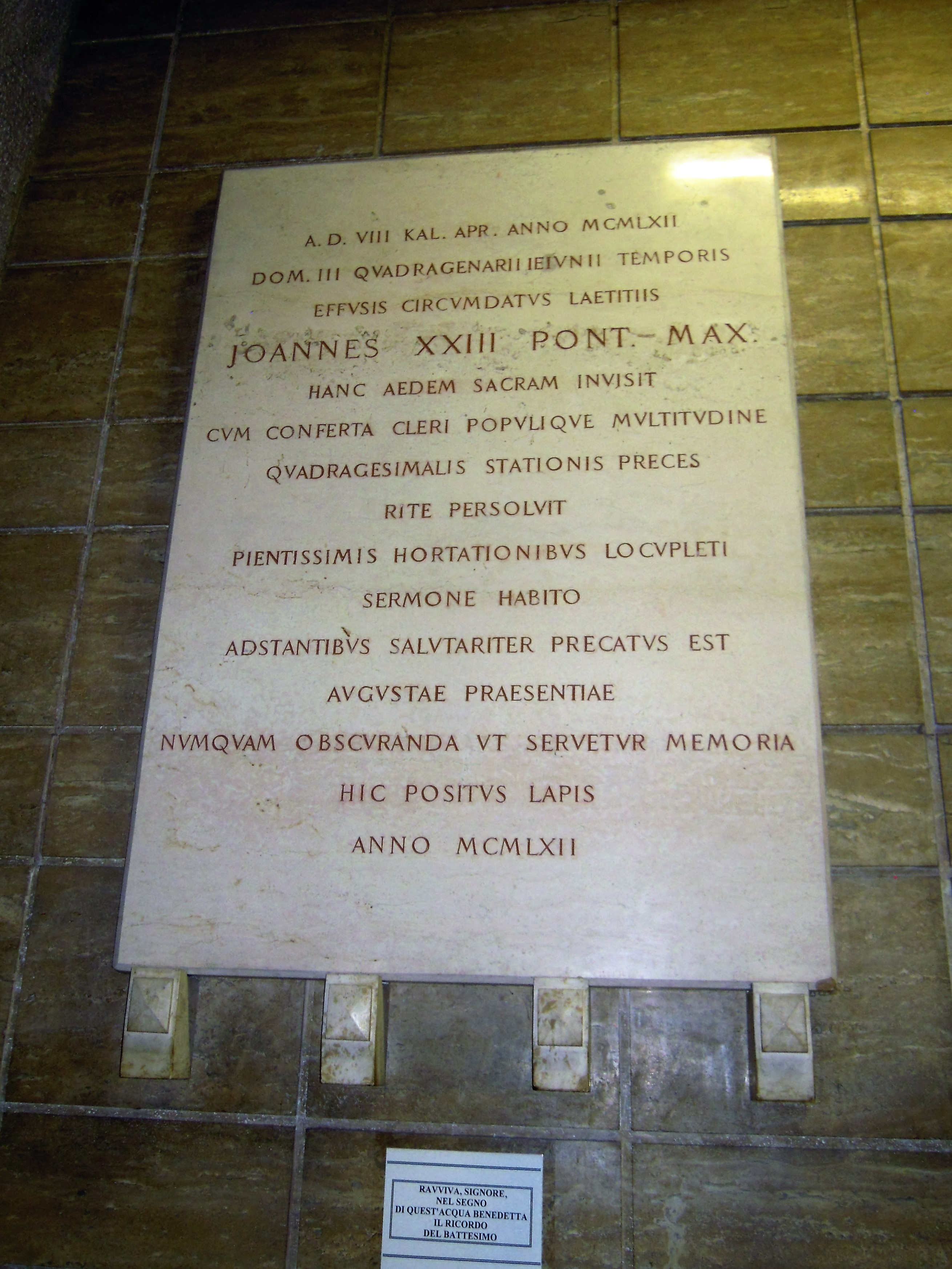
Gedenktafel für Johannes XXIII.
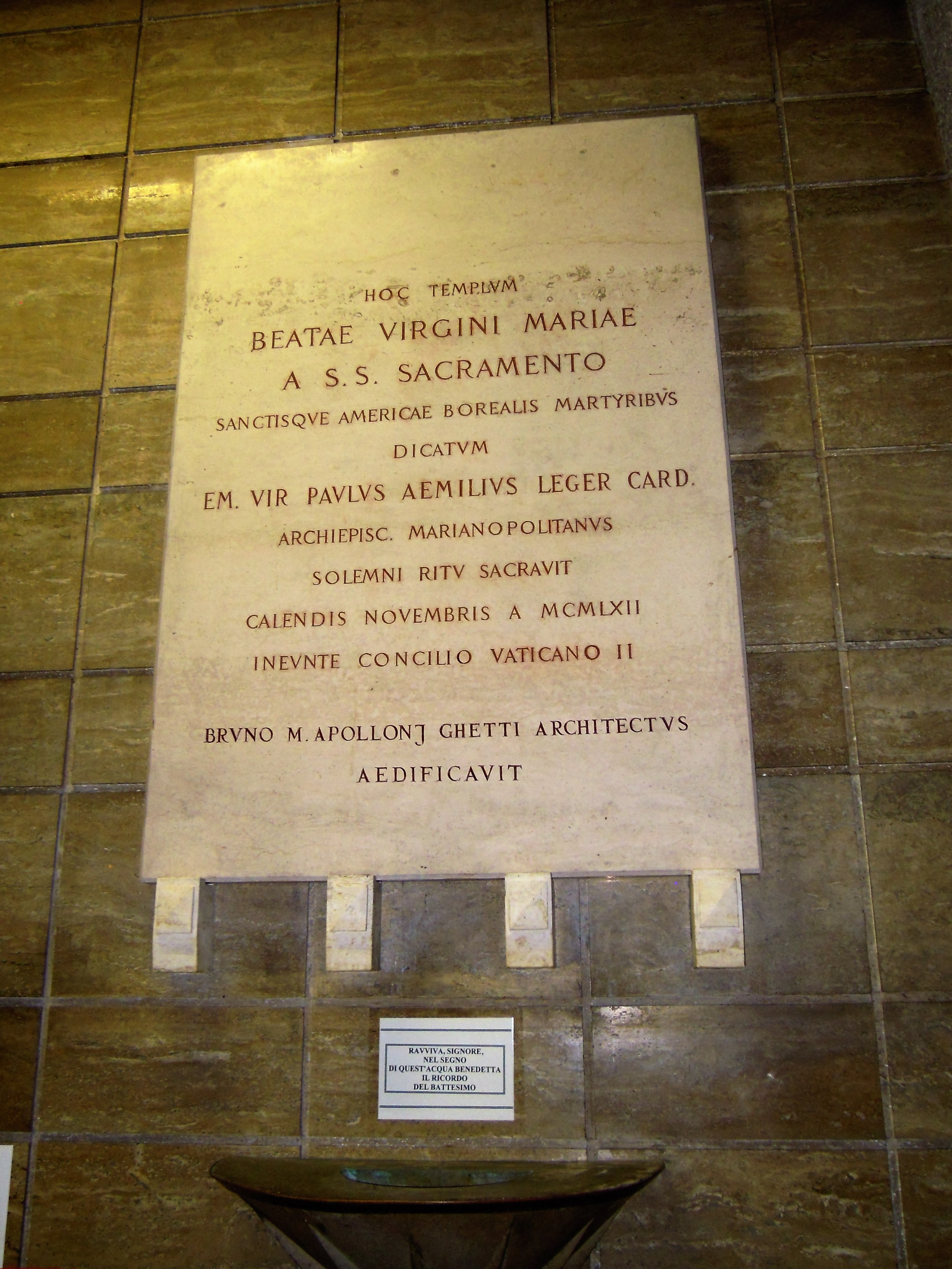
Gedenkstein an die Kirchweihe

## Kardinalpriester
Folgende Kardinäle waren bisher Titelträger dieser Kirche:
- Maurice Roy, Erzbischof von Quebec, 22. Februar 1965 – 24. Oktober 1985
- Paul Grégoire, Erzbischof von Montréal, 28. Juni 1988 – 30. Oktober 1993
- Jean-Claude Turcotte, Erzbischof von Montréal, 26. November 1994 – 8. April 2015
- Patrick D’Rozario CSC, Erzbischof von Dhaka, seit 19. November 2016